# Mercedes Payne
María Mercedes Payne es una actriz de teatro y televisión ecuatoriana.

## Biografía

### Primeros años
Cuando Mercedes tenía diez años de edad, sus hermanas mayores formaron un grupo de teatro en el barrio. A los doce años formó parte del grupo de teatro Retablillo, con el que inició en el teatro, tomando un gran afecto a la profesión. Su primera presentación teatral fue Retablillo de Don Cristóbal, obra de Federico García Lorca.

### Carrera
Sus inicios en la televisión fue como extra de la telenovela Ángel o Demonio de Ecuavisa.
Mercedes fue parte de la serie cómica de Ecuavisa, La Panadería.
En 2012 formó parte de la tercera temporada de la serie cómica de Ecuavisa, El Combo Amarillo, donde interpretó el papel de una chef de mucho glamour llamada Cachita González, que vive en un departamento junto a Selva Monina y Marcelito Guamán, interpretados por María Fernanda Ríos y Jonathan Estrada respectivamente.
En el 2014 dictó un taller de teatro llamado "El talento no tiene cirugías" dirigido a niños de 8 años y adolescentes.
Interpretó a Pingüé en la serie cómica de TC Televisión, Estas Secretarias.
Entre 2016 y 2017 participó en la serie de Ecuavisa, La Trinity donde intérpreto a Celestina Nieves.
En 2019 interpreta por primera vez en su carrera a una villana en la telenovela Calle amores de TC Televisión.

## Vida personal
Payne conoció por internet en 2010 al turco Durmus, con el que contrajo matrimonio en Turquía y luego viajara a Ecuador.

## Filmografía
- (2019) Calle amores - Gladys Salazar "La bruja"
- (2016-2018) La Trinity - Celestina Nieves Perpetua
- (2014-2015) Estas Secretarias - Pingüé
- (2012-2013) El Combo Amarillo - Cachita González
- (2010-2011) La taxista - Rosario "Charito" Caicedo Vera
- (2009-2011) La Panadería - Varios Personajes
- (2008) El secreto de Toño Palomino - Rosa "Rosita" Escudero
- (1993-1994) Ángel o Demonio